# مادلين هارون
مادلين هارون (بالإنجليزية: Madeline Aaron)‏ هي متزلجة فنية أمريكية، ولدت في 25 أكتوبر 1994 في سكوتسديل في الولايات المتحدة.

## وصلات خارجية
- مادلين هارون على موقع الاتحاد الدولي للتزلج (الإنجليزية)
- مادلين هارون على موقع الاتحاد الدولي للتزلج (الإنجليزية)